# Is-Siġġiewi
Is-Siġġiewi (engelska: Siġġiewi), även känd som Città Ferdinand, är en ort och kommun i republiken Malta. Den ligger på ön Malta i den södra delen av landet, 10 kilometer sydväst om huvudstaden Valletta. 